# Менделеево (Пермский край)
Менделе́ево — посёлок в Карагайском районе Пермского края России.

## География
Расположен при одноимённой ж.-д. станции на линии Балезино-3 — Пермь в лесистой местности в 11 км к юго-востоку от села Карагай, в 45 км к запад-северо-западу от Краснокамска и в 75 км от Перми.
К посёлку с северо-запада примыкает крупная деревня Савино. У южной окраины берёт начало река Нижняя Рассоха (приток Нытвы). Через посёлок проходит автодорога Р243 Киров — Пермь.

## История
Посёлок возник в 1899 году при строительстве железной дороги. Первоначально назывался станция Савино (по названию близлежащей деревни), переименован в 1914 году в память о Д. И. Менделееве.
В 1934 году в посёлке создан хлебокомбинат.
С 2004 до 2020 гг. посёлок был административным центром Менделеевского сельского поселения.

## Инфраструктура
Имеются средняя школа, детский сад, дом культуры, почтовое отделение, аптека.

## Население
| 2002 | 2010  | 2021  |
| ---- | ----- | ----- |
| 3328 | ↘3169 | ↘3115 |

Численность населения вместе с деревней Савино составляет 5.2 тыс. чел..